# Cyperus subtilis
Cyperus subtilis là loài thực vật có hoa trong họ Cói. Loài này được (Kük.) Väre & Kukkonen mô tả khoa học đầu tiên năm 2005.